# 21エモン
- 藤子不二雄（連載） > 藤子・F・不二雄（著作） > 21エモン
- 藤子不二雄 > アニメ > 21エモン

『21エモン』（にじゅういちエモン）は、藤子不二雄名義で発表された日本のSF少年漫画。
藤本弘（独立後の名義は藤子・F・不二雄）による単独執筆作品。

## 概要
『週刊少年サンデー』（小学館）1968年1号から1969年6号まで、増刊掲載も含め全55話を連載。その後、アニメ映画化やテレビアニメ化など、各種メディアで展開された。
藤本は「これまで日常の舞台にオバケやスーパーマンなどの「非日常」が入り込むことで生まれるギャップの面白さを描いてきたが、ひとつその逆をやってみようと思い、この21エモンを描きました。つまり未来という「非日常」を舞台に、今に通じる日常を描くことで新たな面白さが生まれると思ったからです」と、本作のコンセプトを後日述懐している。
藤本が珍しく「楽しんで描いた」と語る作品だったが、ギャグで人気を博した当時の藤子作品とは異なり、連載当時の評価は芳しくなく、『オバケのＱ太郎』から『ウメ星デンカ』までの『週刊少年サンデー』連載作品で唯一、連載中のアニメ化が実現しなかった。
『週刊少年サンデー』連載版は、1976年頃、『朝日小学生新聞』に再録連載されたが、いくつかの回の掲載順に混乱が見られる。
1977年、てんとう虫コミックスで単行本化された頃から、次第に再評価されるようになり、1981年にはアニメ映画化され、『月刊コロコロコミック』に新作漫画が読切掲載された。1991年には、連載から22年もの歳月を経てテレビアニメ化された。掲載誌の性格や連載終了で使えなかったアイデアのいくつかは、同じコンセプトの『モジャ公』へ流用されていたが、このアニメ化で逆流用されている。
2010年、小学館発行の藤子・F・不二雄大全集のラインナップとして全2巻で刊行された。

## あらすじ（週刊少年サンデー連載版を中心に）
21世紀の地球は異星との交流が進み、国際連合ならぬ星間連合にも加盟して、多くの惑星からの観光客がひっきりなしに訪れる一大観光惑星となっていた。
そんな中、トウキョウシティーに居を構えるホテル「つづれ屋」は、江戸幕府の成立とほぼ同時に旅館として開業して以来、初代当主の市右衛門、二代目仁右衛門、三代目参右衛門…と二十代、四百数十年にわたって細々と続く老舗ホテルだが、利用客はサッパリで隣接する豪華なホテル・ギャラクシーやオリオンホテルなどに圧倒されて潰れる寸前であった。
現当主の20エモンは閑古鳥の経営状態を立て直そうと必死になるが、その跡取り息子21エモンはホテル経営に関心を持とうとせず、宇宙へと憧れパイロットになって大宇宙を冒険したいという夢を持っていた。家業に専念して欲しい父親に叱咤されて21エモンはしぶしぶボーイとして働くが、コツコツとチップを貯め、いつかは自分のロケットを手に入れたいという夢があったため続ける。「つづれ屋」に居候する宇宙生物モンガーやボーイとして働かされているイモ掘りロボットのゴンスケといった強烈な個性を持った家人たち、さらには宇宙からの風変わりな客が次々とホテルに押しかけて、21エモンと「つづれ屋」は毎日のように珍騒動に巻き込まれる。
外見も風俗習慣も全く異なる宇宙人の宿泊客や、進歩した宇宙文明に触れて様変わりした地球文明の様子なども描かれる。基本的に「つづれ屋」が舞台となるコメディーだが、連載中21エモンは3度宇宙への旅を決行しており、物語は宇宙を巡る冒険ものへとシフトしたこともあった。なおアニメでは、テレビ版・81年の劇場版とも、宇宙への夢とつづれ屋発展の夢を両立させる形で終了している。

### コミックス
- 虫コミックス（虫プロ商事） 全3巻（1971年、絶版）
- てんとう虫コミックス（小学館） 全4巻（1977年、絶版）
- 藤子不二雄ランド（中央公論社） 全5巻（1984年、絶版）
- 小学館コロコロ文庫（小学館） 全3巻（1997年）
- 藤子・F・不二雄大全集（小学館） 全2巻（2010年）　第2巻には、既存の単行本で未収録だったモンガーを主人公にした『モンガーちゃん』（『幼稚園』連載。全3話）も収録されている。
- てんとう虫コミックス（小学館） 全4巻（2018年、新装版）「藤子･Ｆ･不二雄大全集」と同じ高画質の原画スキャンデータを使用。

## 作品世界（テレビアニメを中心に）
アニメでの舞台は2051年→2071年。宇宙観光時代に突入したばかりの地球。

### 地理

#### 地球
原作
- 1980年代前半‐第3次世界大戦勃発の危機を迎えるが、宇宙人が停戦を呼びかけると共に全ての核兵器を不発にしたことによって回避される。
この時期、つづれ屋（19エモンの代、20エモンが物心つく前）一家は信州の山奥へと疎開したが、帰ってみるとつづれ屋が全焼してしまっていた。
- 1980年代後半‐世界連邦政府が樹立。その後10年以上にわたって連邦政府への反乱が起こるも鎮圧される。
つづれ屋再建のため、20年近くにわたって苦難の時期が続くが、どうにか再建に成功する（その直後に19エモンは病死し20エモンが後を継ぐ）。
- 2000年代‐星間連盟に加入し異星との交流が始まる。
つづれ屋も宇宙人の宿泊を可能にするための改造を施す。

アニメ
- 1999年7月‐ダイオー星人キョウフが訪問。以降、外宇宙より注目を浴びる。
- 2001年‐地球連邦政府（全36州）により、世界各国は統合され、従来の国家は州となった（例、日本国→日本州）。そして世界各地の首都以下はその州の区域化がなされる。カタカナ表記を用い、都道府県名は「――シティー」とする（例：東京都→トウキョウシティー、六本木→ロッポンギ）。ただし各州の自治には、従来通り首相や大統領制が残る。2052年にノーブル星の王室が訪問したときの日本州首相の名は鈴木。日本州首相とは別に日本州知事も存在する。
- 2050年‐宇宙観光ブームが始まり、観光星として注目され始める。

### 言語
宇宙標準語として「共宙語」が使われはじめる。しかし完全に普及しているわけではなく、トウキョウシティー内でも日本語の文字、英字、共宙語の文字が混在している。宇宙では共宙語が主流だが、共宙語が使われていない星も存在するため、万能ではない。

### 交通
20世紀の自動車は減少し、代わりにエアカーが主流となる。現代における自動車とは異なり、小学生であるエモンでも、ボード型、スクーター型、軽乗用車型を運転可能。個人用のほか、公共用のバス型もある。
鉄道はほとんどが廃止され、代わりにチューブトレインを開設している。トウキョウシティーからシズオカシティーまでは15分で移動することが可能である。

### 公共施設
宇宙港（1話、3話など多くの回で登場）
旅客宇宙船、貨物宇宙船などの発着場。稀に行われる催し「客寄せサテライト」では、近隣ホテルが趣向を凝らした出し物を行う（7話）。
シュミレーションクラブ（原文ママ）
通称「シュミクラ」。スペースシップでのレースを体験できる「スペースワールド」などがある。21エモンの世界ではこのようなレース・シューティング体感アトラクションで、女子も男子と同様・対等にプレイをして勝負をする。おもに、課外授業の時間（自宅学習中の午後3時より）に子どもが利用する。
ノンエアースタジアム
通称「スタジアム」。キュービックテニスと呼ばれるいわゆる無重力状態下での立体テニス、スペースシミュレーショと呼ばれる月面体験などのノンエアースポーツを楽しむための施設。おもに、子どもの遊ぶ義務のために与えられたプレイタイムに子どもが利用する。
空中ホログラフィ・シアター
現代での街頭テレビに当たる。地球連邦の最先端都市であるシンジュクの街頭にある。ホテルギャラクシー出資（第6話）。
気象コントロールタワー
年間の気象スケジュールに合わせて天候を調節する施設（第6話）。
食料合成工場
水とバクテリアで食品を生産する工場（第6話）。
地球連邦日本州庁舎
地球連邦唯一の移動可能な庁舎。平時は旧国会議事堂跡地にある（第6話）。
ネイチャー・ドーム
最新ホログラフィと無重力装置でさまざまな自然を体験できる施設（第6話）。
昭和村
昭和時代までの古い物がまとめられているレトロテーマパーク。つづれ屋の正面に位置する。作品の連載当時（昭和40年代）を再現した住宅街、ハチ公像、銭湯、走る新幹線などがある（第6話）。
宇宙大使館
つづれ屋に宿泊していた、宇宙からの要人を探す場面で登場（第7話）。
学校（小学校）
自宅学習の日以外に登校して授業を受ける。
子供センター
アルバイト情報の検索、登録などができる（第9話）。工作室ではロケットを始めあらゆるものを製作することができる。子どもたちは一日に決められた時間、ここで遊ばなくてはいけない。
中央ゴミセンター
ここへゴミを集め、ロケットで宇宙へ運ぶ。
バイオファーム
ドーム型農園。16番街32番地、現代の日本橋のあたりにある。ホテル・ギャラクシーの食品部の開発農場でもある。
海底公園
潜水艇などで魚と戯れるための公園。現代の東京ベイにある。ライトフェンスと呼ばれる警戒ラインの先には立入禁止の海洋牧場があり、光に触れると警備艇が駆けつける。
自然野菜栽培温室
ドーム型農園。芋畑などがある。課外授業で訪れる（13話）。
ロボット刑務所
重大な犯罪を犯したロボットは、人間の刑務所とは別にここに送られる（4話）。
迎賓館
要人を晩餐会などで接待する場所。
地球連邦長官官邸
現在でいう首相官邸。
銀河連立図書館
原作では国立図書館。調べものをする際に通信回線により動画で調べることができる。
公営マンション
地下に設けられた比較的安い賃料で居住可能なマンション。

### 天体
月
地球の衛星。ルナの出身地であるコペルニクスシティがある。
火星
エモンが修学旅行で訪れた。この作品での火星は、いわゆる「テラフォーミング」されており、地熱炉や表面の大部分を覆う「オキシロイア」という植物により、地球上とほぼ変わらない環境となっている。また、「客寄せ」のため、アニメ版では火星人型のロボット（原作ではタコを遺伝子操作で改造した生物）や「運河」が存在する（第11話・第12話）。
水星・金星
原作では水星にルナの別荘がある。また、原作では金星に「ビーナス館」と呼ばれる高級ホテルがある。
ガニメデ
木星の衛星の一つ。21エモンの幼馴染、ホシノハルカの一家が在住する。住人は地下都市に居住。賑わいはあるものの治安は良くない。また、天然の農作物は超高値（第22話）。
イオ・エウロパ・カリスト
木星の衛星の中でも特に大きいもので、ガニメデとともにガリレオ衛星と呼ばれる。イオにはエモンが地上すれすれまで接近し、火山噴火の中を飛んだ（イオには実際に活動中の火山が存在する）。
ケレス
原作では、つづれ屋の親族が経営するホテル・くずれ屋が存在する。
アニメ版では、違法採石業者の逮捕に協力したエモンがマスコミの取材を受けた（22話）。
冥王星
原作ではガラの悪い飲食店街があり、ゴンスケがあり金を盗られてしまう。連載当時、冥王星は太陽系の最果ての惑星という扱いだったため、冥王星に着いたエモンが「これから太陽系を飛び出す」と発言している。また、エモンの「今、冥王星に着いたところだよ」との台詞を受けて、20エモンが「なに?太陽系の端っこか?」と答えている。
アニメ版ではスカンレーのセリフに登場するのみ。
ササヤマ星
ヘッコロダニ星雲タンバ星系にある星で、モンガーの出身星。貨幣制度が存在せず、つづれ屋に泊まったササヤマ星人は「宿代を払う」という概念を持たなかった。
ミリオネヤ星
黒い球体のような姿をした住民の住む星。この星では一度もらった物を返す行為が一番の侮辱となっている。また、この星ではダイヤモンドがゴロゴロしているため値打ちがない（第3話･第4話）。
ワンダラー星
地球に似た星で、住民は直立歩行する犬に似る。星間連合の最初の加盟星で、星間連合の中でも最高の力を有する。また科学技術の先端を誇り、ワープ航法を発明し、銀河系を初めて航行した（第6話）。
ウキキラー星
ワンダラー星大使であるワントナック公爵を銃撃しようとした暗殺者たちの出身星（第6話）。住民は猿のような姿である。
コイケラス星
ラーメンに酷似した食べ物を非常に好む人種の星。その星の宇宙人は藤子不二雄のキャラクターの小池さんに似ている。住人の頭に生えているヒラヒラは、最高進化の証として誇られる（アニメ第7話）。
カネアマリ星
星間連合所属ナンバー73惑星。短時間で200万円が得られる仕事を提供する。地球からはあまりに遠いため、行くだけで何百万円もかかる（第9話）。
レガナ星
自転速度が地球の3分の1という星。一日の長さは72時間（第9話）。
ツイン星
ドッチとトッヂの出身星であり、共通の恒星を公転している双子惑星である。互いの星は、恒星を挟んで反対側に位置しているため目視できない上、両方の惑星の間には強力な空間のねじれがあるため、同一の星系内にありながら、これまでほとんど直接的な交流が行われてこなかった。奇妙なことに両方の惑星では住民の名前・行動・性格などがほとんど一致している。
レイダンボー星
極端に扁平な楕円軌道をもつ2つの惑星からなる星（兄弟星?）。一方の星が恒星（レイダンボー星系における「太陽」）に近い位置にあるときに、もう一方の星は恒星から遠い位置にある。レイダンボー星人は暑くないと生きられないため、二つの惑星を渡り鳥のように行き来している。住民は親切な人柄であり、他人の役に立つことを何よりの喜びとしている。
バカデッカ・シティの惑星
原作にのみ登場する都市。バカデッカ・シティはエモンによると銀河系7番目の大都市である。ただし、この都市の位置する惑星の名称は登場せず、不明である。ウッシッシというハッシシに似た麻薬の密輸団が暗躍しており、エモンの宿泊したホテルがその密輸団の取引場所となってしまったため、モンガーやゴンスケがその騒動に巻き込まれた（エモンは手紙を書くのに夢中で気づかなかった）。
オートマ星（原作ではボタンポン星）
宇宙屈指の科学文明の発展した惑星。原作では銀河系で2番目に発達しているという設定となっている。中枢をコンピュータによって管理されており、そのコンピュータによる恩恵で住人は医療発達で長寿を可能とし、また肉体を不要とするために感覚器官である眼、鼻、口を本体から切り離し行動して享楽に浸っている。外からの肉体を有する来訪者には野蛮人と呼称し差別的。また、生きるのに飽きて死を望む際にはベルトコンベアに乗って全てを消去するゼロ次元に向かうようになっている（第31話）。
ボタンチラリ星
原作のみの登場。かつて銀河系で最も科学文明の発達した惑星であったが、科学が発達しすぎて技術自体の開発・維持までロボット任せとしていたため、恒星の異常によって星のメインコンピューターがダウンしても復旧することができず、住民は原始人に退化してしまった。知力も体力も大きく低下しており、細い枝も持ち上げられず簡単な足し算も解けないほど。街にはコントロール機能を失ったロボットや機械が暴走し続けている。ボタンポン星よりも来訪者には差別的だった為、最近は他星の人が誰も訪れず、21エモン達が向かうまで上記の有様になっている事は知られていなかった。アニメ版では登場しないが、オートマ星のエピソードにその影響を残している（第31話）。
マジカル星
アニメ版のみの登場。無限トランクの発明家、ポロロッコリーの出身星。手作りの発明品を特産としている。
ナイナイ星
アニメ版のみの登場。原因不明の伝染病が蔓延しているため、住民全員が衛星に避難している。さらに伝染病への対処法が見つからず、銀河パトロールによって星ごと破壊されることになっていた。自身を親の仇と狙うムエから逃れるためにエモンたちが逃れるものの、復讐心に取りつかれたムエとの決闘の場にさせられてしまう。紆余曲折の末にムエと婚約者のミエの誤解を解いたエモンたちとムエたちによって惑星はミサイル攻撃と伝染病から救われることになった。なお、この話はモジャ公のエピソードを原作としている。
ハッピー星（原作ではデカンショ星）
脳にとりついて宿主をコントロールする人形のような姿の寄生生物パッピー（原作ではハッピー）に乗っ取られた星。原作・アニメともにエモンとモンガーがレジスタンスの援助で宇宙警察に助けを求め、パッピー（ハッピー）の脅威を取り除いた。原作では、ゴンスケがこの星で巨大なサツマイモを発見する。
モアモア星
アニメ版のみ登場。星全体が寒冷化によって氷河期となってしまい、住民は毛皮のような服を重ね着している。かつてモンガー族の一人（一匹）がこの星に人工太陽と文明をもたらしたという。
シード星
かつて存在した星。植物型宇宙人であるシード星人の故郷だったが、爆発により消滅。生き残った50億人が新たな故郷を求めて宇宙を当てなく彷徨っている（第37話）。
トレジャー星
2071年にエモンとルナが探検した惑星。レアストーンを発見し新しい宇宙船を手に入れた（第39話）。
ノーブル星
ファナの出身星（映画第2作）。
ばら星雲
銀河系のはずれにある、渦巻状アステロイドの星雲。小惑星がバラの花びらのように渦巻いている。小惑星の中にはいくつものテーマパークが集まっている。毎年開かれるアステロイドラリーが見もの（映画第2作）。実在のばら星雲とは、やや天体の構成が異なる。
ばら星雲・ユーエンチ星
緑に輝く星。バイオ植物のテーマパーク、バイオパークがある。アステロイドラリーではこの星が出発地となり、バラ星雲の中心部を目指して飛ぶ（映画第2作）。
ばら星雲・雪の惑星
北半球はスノーパーク、南半球は恐竜パーク。原始パークとも（映画第2作）。
ばら星雲・都会の星
ギャンブルパークがある。ここでは低速運転が義務付けられている（映画第2作）。
ばら星雲・アステロイドベルト
小惑星群。「悪夢の森」と呼ばれるアステロイドの密集地帯。迷い込むと動きが取れなくなることもある（映画第2作）。
ばら星雲・暗黒星
アステロイドベルトにおける最大の星。「鉄の死神」と呼ばれ恐れられる。光を反射しないため、近づくまでその存在を知ることはできず、数多くの宇宙船がその犠牲となっている。星の中心には「地獄の風穴」と呼ばれるトンネルが開いており、そこが唯一の抜け道（映画第2作）。
ばら星雲・水の惑星
ばら星雲の中心星でアステロイドラリーのゴール（映画第2作）。

## 登場人物
声の項は1981年アニメ映画版 / テレビアニメ版の順。1人しか記載されていない場合は特記ない限りテレビアニメ版のキャストとし、それ以外のものは別途記載する。

### つづれ屋
21エモン（本名：つづれ屋21エモン）
声：井上和彦 / 佐々木望 / 斎賀みつき（Fシアター上映作「21エモン&ドラえもん ようこそ!ホテルつづれ屋へ」）
本作の主人公。通称“エモン”。江戸初期から続くホテル「つづれ屋」の跡取り息子（21代目）。ホテルのボーイのような服装を日常的にしている。
将来「宇宙パイロットになりたい」という夢を持ち、それに反対する父親への反発も根強い。家業の手伝いもするが、宿泊客からのチップを貯め、宇宙旅行の資金にすることが目的である。その一方ギャラクシーによるつづれ屋の買収に反対したり、リゲルにつづれ屋を馬鹿にされると取っ組み合いの喧嘩をしかけるなど、つづれ屋への愛着も強い。また宇宙旅行の資金をつづれ屋の改築用に置いていくなど、根が親孝行である。そのため、宇宙パイロットになるかつづれ屋を継ぐかの板挟みに悩み続けており、その葛藤が原作・アニメともにストーリーの軸になっている。
性格は一本気で頭に血が上りやすく、容姿とともに父親譲りである。正義感が強く、勇気も行動力もあるが、行き当たりばったりでもあるため、無茶をして周囲を心配させることもしばしばある。また、貧乏暮らしの影響から図々しいところもある。原作ではややとぼけた少年であったが、アニメでは切れ者と思わせる描写もある。また、通信講座でナビゲーターの資格を取るなど（26話）、好きなものに関する勉強は得意な模様。
ハルカによると「（幼稚園児のころから）無茶ばっかりしていたみたい」（22話）、ルナによると「すぐに怒るから心配」（1話）と評されている。
アニメ版では小学6年生、原作では中学生。
モンガー
声：杉山佳寿子 / 大谷育江 / 小林由美子（Fシアター上映作「21エモン&ドラえもん ようこそ!ホテルつづれ屋へ」）
原作では、つづれ屋に宿泊したササヤマ星人が連れていたペットで、宿泊費代わりに置いていった。テレビアニメでは、ササヤマ星人のバッグに隠れて密航し地球へ訪れる。それ以来、つづれ屋を気に入り住んでいる。エモンを慕っており彼の夢を献身的に支援する。行き当たりばったりな面があるエモンと比較して、かなりのしっかり者である
ヘッコロダニ星雲タンバ星系ササヤマ星出身の「絶対生物」。学術名ケイイチハラ。銀河連立図書館（原作では国立図書館。ただし国立国会図書館との関連は不明）によると、絶対生物であるため、真空や数万度の高熱、絶対零度に近い極寒に耐え、何を食べてもエネルギーにする生命力を持つという。テレポーテーションや透視（原作、映画1作目のみ）の能力もあるが、移動や透視の制限範囲は3キロメートル。テレポーテーションは「モンガー」との掛け声が必要。アニメ版でのみ、マジカル星の発明家・ポロロッコリー（後述）が宿代代りに残していった無限トランクを飲み込んだことから、アイテムを出す能力がある。ただし、尻尾を強打または負傷すると超能力の使用に支障を来たし、無理に使おうとすると激痛を伴うのが弱点。
基本的には「モンガー」「モア」「ムイ」などが本来の言葉（鳴き声?）と思われるが、知能が高いので人語を理解し発することもできる。すべての人語を理解できるわけではなく、古い共宙語の文字は解読できないらしい描写もある（34話）。原作では、種としての性質が無口であり、原作初期は人語を週に一言しかしゃべることができないという設定だった。そのため、一言人語をしゃべってしまうと、一週間後まで人語は発することができない。後に、尻尾に相当する部分にある脳に衝撃を受けたおかげで、おしゃべりになる（他の副作用は見られない）。しかしテレビアニメではそのような制約はなく、また『別冊少年サンデー』に発表された21エモンの江戸時代の先祖のエピソードでは、別個体のモンガーが登場して自由にしゃべっていた。
原作では3歳で誕生日は10月11日。
ゴンスケ
声：肝付兼太 / 龍田直樹
元イモ掘り用ロボットで、無断で掘ったイモを焼いて食べたせいでクビとなり廃棄されそうになったところを、正規のボーイロボットやメイドロボットを買えなかった20エモンに安く買われてつづれ屋でボーイとして働くことになった。
言葉に訛りがあり、口が悪い上に傍若無人な態度をとる典型的トラブルメーカーで、周囲もよく悩まされる。運転技術は荒く、アニメでは女性ロボットを口説いては毎回すげなく振られている。
ボーイの仕事にはまるで興味がなく怠けてばかりいて、常にイモ掘りのことばかり考えている。愛読書は「月刊イモ生活」と「月刊イモ掘り新聞」。夢はイモの星へ行き、宇宙でイモ畑を作ること。雨漏りで使っていないつづれ屋の客室の一室を勝手にイモ畑に改造してイモを栽培し、それを売って金銭を貯めている。
また資産運用に才能がある模様で、イモの売上げ金、チップ、バイト代などを元手にかなりの小金を貯め込んでいる。アニメでは株や不動産取引にも手を出して成功させており、ユナイテッド・エクスプレス・プラチナカードを保持しており、それでリゲルを黙らせている（16話）。原作ではエモンはゴンスケの資金援助によってスペースシップを手に入れることができた。
性格に難はあるものの農作業用ロボットとしての性能は健在で、イモ栽培の特別講師のアルバイトをしたり（13話）、土の質などを的確に分析していた場面もあった（14話、37話）。また栽培したイモの味をつづれ屋の面々や宿泊客から絶賛され、結果イモ料理がつづれ屋の客寄せ材料として採用されている（16話）。基本的にサツマイモと戯れる描写がほとんどだが、アニメ版では長芋やジャガイモも栽培していた（16話）。またイモそのものよりもイモ栽培に執着しており、「イモは作ることに意義がある」と発言したり、栽培したイモを食べて良いか尋ねられた際には「好きなだけ持って行け」と返している（16話）。原作にて宇宙の墓場に漂着し食料が尽きた際にも、自身が栽培したイモを食べるよう促している。
かなり型の古い旧型ロボットだが、それゆえに相手からの操作を受けないなどの利点を発揮することもある。サルガッソー探検の際、サルガッソーを住処とするガウシーが発する電磁波の影響で一時的に高性能かつ聡明になったことがある（27話）。また、スターターの回路が切断されたロケットのエンジンを元通りに修理するという離れ業を成し遂げたこともある（36話）。
動力源は原子力電池で背中の部分に入っており、電力が切れれば電池交換する必要がある。
モンガーとは基本的に不仲であり、「宇宙だぬき」「フーセンだぬき」「水滴野郎」「ラッキョウだぬき」などと罵り、頻繁に衝突する。しかし21エモンの息子の22エモンの頃には「久しぶりにやるか」など、頻度が激減している模様。
原作では5歳で、誕生日は偶然にもモンガーと同じく10月11日。
アニメ版ではガンスケというゴンスケによく似た赤色版が登場する。
21エモン以外の藤子・F・不二雄の漫画やそれを原作としたアニメにも複数作品に登場しているが、ゴンスケの名前は出ない場合もある。
パパ（本名：つづれ屋20エモン）
声：二見忠男 / 中庸助（少年時代：菅原淳一)
21エモンの父で、つづれ屋の20代目当主。歴史あるつづれ屋に誇りを持っている。
息子の21エモンにつづれ屋を継がせたいと強く願っており、エモンの宇宙行きに対して徹底的に反対するが、中古ロケットを買い与えたり、エモンの旅立ちを素直に祝えずに悩むなど、実際には息子想いの父親である。
典型的な昔気質の頑固親父であり、善良かつ正直者で、曲がったことを嫌う。また、古き良きものを愛し、つづれ屋の向かいにあるレトロな町並みの昭和村へよく散歩に行く。
年齢は40代半ば-後半。アニメには父の19エモンと遥か祖先の5エモンも登場している。
ママ
声：栗葉子 / 松島みのり
21エモンの母。つづれ屋の料理担当のほか、生存環境の異なる宇宙人宿泊客の部屋の環境設定も行う。
21エモンの将来を巡って夫と意見が衝突したこともあったが、概して夫婦仲はよい。
性格は温厚で、一本気で対立しやすい夫と息子、トラブルメーカーのゴンスケなどの間に立ち、なだめ役にまわることも多い。マスコミが押し掛けた際には、しっかりとつづれ屋の宣伝をしているなど、ちゃっかり者の一面もある。
容姿は美人で、スリット入りのスカートを身につけるなど、貧乏ながらそれなりにお洒落もしている。
下の名前は物語では出ない。アニメのナレーターを務めたのはママの声担当の松島みのりである。
オナベ
声：丸山裕子 / 肝付兼太
メイドロボット。つづれ屋の清掃を主に担当し、料理の補助も行う。
原作では、中古ロボットバーゲンで11,000円で売られていたものを、苦心して購入資金を調達した20エモンが買ってきた。アニメでは、モンガーのテレポートサービスで急に増えた客に対応するために新たに20エモンが購入した中古ロボットである。
よく気がつく働き者だが、おせっかいすぎるのが玉にキズ。
強い腕力を持ち、手から磁力を発生させることで、相手の拳銃を奪うなど、高い戦闘力も備えている。へらず口、暴言を吐くゴンスケを制裁する場面も多い。
アニメ版ではオミソというオナベに似た金色版が登場している。
22エモン（本名：つづれ屋22エモン）
声：佐々木望
21エモンとルナの間に生まれた子供。テレビアニメ最終回に登場。愛称は「マゴエモン」。
幼いころの父同様に宇宙にあこがれ、モンガーやゴンスケと行動を共にしている。
基本的に容姿と性格は父と似ている一方、両親にめったに会えないことを寂しがる側面を持つ。また父親の21エモンが少年時代に被っていた帽子と着ていた宇宙服をもらっている。

### 21エモンの関係者
ルナ
声：潘恵子 / 冬馬由美
つづれ屋の隣に建つ高級ホテル・ギャラクシーの社長の娘。2040年に、月のコペルニクスシティーで生まれる。21エモンの同級生でガールフレンドでもあるが、ビジネス面のライバルでもある。原作とテレビアニメ版では髪型も髪の色も異なり、原作では金髪、テレビアニメ版では緑になっている。
ビジネス面でのドライで容赦ない面が描かれており、父や支配人の代理としてつづれ屋の買収に関わったこともある（2話）が、一個人としてはつづれ屋に友好的であり、20エモン夫妻からも好意的に受け入れられている。
しっかり者で頭の回転が速く行動力もあり、周囲への気配りができる。頻繁に喧嘩をする21エモンとリゲルやモンガーとゴンスケの仲裁役もこなす。粘り強さや根気も兼ね備えており、物事への責任感も強い。また、かなりお転婆。
テレビ版では原作以上に21エモンに対し想いを寄せているように描写されている。その一方、エモンはルナに対して好意をもってはいるものの恋愛感情についてはまだ自覚がないようである。
後に21エモンと結婚し、22エモンを出産した後、21エモンの宇宙探検に同行している。
ルナのパパ
声：塩見竜介 / 上田敏也（少年時代：山崎たくみ）
ホテル・ギャラクシーの経営者。企業人としての冷徹さと良識ある思慮深い人格者ぶりを併せ持つ（娘・ルナにも多分に見られる）。
ルナにはあまり小遣いを与えず、アルバイトをさせている。つづれ屋をトイレの増設用地として買収しようと企んだこともある。
アニメでは20エモン、リゲルの父・マサカズとは同級生で、過去も現在も喧嘩の仲裁役である（28話）。
なお、原作の裏設定では、ギャラクシーが建設されたのはまだ10年ほど前のことで、つづれ屋が落ち目になったのはそれ以降とされている。アニメではその描写はなく、ギャラクシー建設は原作より古いようである。
カメキチ
声：はせさん治(映画)
原作のみ登場のエモンやルナのクラスメイト。
金持ちの息子で、エモンを馬鹿にしている。しかし、本人は小柄で、大した才能も見受けられない。ルナに好意を持っていることもあり、何かとエモンをおとしめようとするが、やればやるほど墓穴を掘ってしまう。
オリノ・リゲル
声：真柴摩利
原作でのカメキチに相当し、テレビアニメにのみ登場する人物。
カメキチと異なり、容姿には恵まれており、才能もある模様。エモンやルナに比べてやや長身である。ゴージャスをモットーとするホテル・オリオンの社長の息子。
金持ちの息子ゆえにプライドが高く、エモンを馬鹿にしているのはカメキチと同じ。自らを「貴公子」と呼び、普段は強気な態度を見せているが、逆境には弱い。
ルナに好意を持つが、ルナがエモンに好意を持っているのを快く思っておらず、その反動でエモンにケンカを売っては、カメキチ同様墓穴を掘っているが、憎らしくも友情も抱く。
髪型から、しばしばゴンスケに「しいたけ」と呼称される。
オリノ・マサカズ
声：矢田耕司（少年時代：伊藤美紀）
リゲルの父親でテレビアニメにのみ登場する人物。
「あわてる二枚目はもらいが少ない」と息子に言い聞かせている。少年時代は息子同様かなり容姿に恵まれていた。
20エモンとは小学校時代に同級生であり、過去も現在も喧嘩相手である（28話）。
スカンレー
声：飯塚昭三 / 玄田哲章
著名な宇宙探検家。片腕をロケットのエンジン爆発で吹き飛ばされ、片脚を冥王星での凍傷で切断し、わき腹を火星のモンスター（原作では大ダコ）に食われるなど、数々の冒険により体の部分部分を失い、その箇所をサイボーグ化している。
原作では1話のみの登場だが、アニメ版では常連客となり、つづれ屋を我が家のように愛する。
性格は豪快かつ剛毅だが、マスコミに追われてつづれ屋を騒がせたことを気遣うなど、周囲への気配りを忘れない一面も持つ。21エモンに自身のサイボーグ化された体を見せて宇宙冒険の厳しさや家業や家族の大切さを説く一方で、その宇宙冒険を許すよう20エモンに宇宙のすばらしさを説き、サルガッソーへの探検では21エモンと旅を共にした。
ジンゴロー
原作にのみ登場。エモンのクラスメイトであり、メカ好きの少年。何かを作らせた時の腕前は天下一品。
性格的にエモンやルナよりも大人だが、超大出力のステレオをテストしようとして、自宅の天井を吹き飛ばしたこともある。どうしても自分の宇宙船が欲しいエモンが、彼に子供センターの工作室で（本物の）宇宙船を作らせようとしたが、モンガーとゴンスケのわがままのせいで大失敗してしまった。
ハルカ（本名：ホシノ・ハルカ）
声：江森浩子
テレビアニメにのみ登場する。エモンが幼い頃、隣に住んでいた同世代の女の子。地球から引っ越す際、エモンに帽子をプレゼントした。木星の衛星であるガニメデに在住。月在住時には、コペルニクス・シティーのパレードでバトンガールをやっていた。
ホシノ（ハルカの父）
声：掛川裕彦
ハルカの父で宇宙監察官。違法砕石者から追われているエモンを救い出した。エモンの行動によって長いこと追跡していた違法砕石者を逮捕できたために、お礼としてガニメデまで自家用ソーラーヨットでエモンたちを送っていった。
エモン親子とも旧知の仲である。年齢は不詳だが40代半ば-後半の20エモンよりやや若年に見える。
ホシノ夫人（ハルカの母）
声 :佐々木るん
ガニメデの自宅を訪れたエモンたちを料理でもてなした。エモンについては「あのエモン君がこんなに大きくなってるなんてね」と言っていた。
先生（ヤマダ先生）
声：上田敏也/稲葉実
エモンのクラスの担任。アニメではスカンレーの恩師でもある模様。
ギャラクシーの支配人
声：加藤治 / 島香裕
ホテル・ギャラクシーの支配人。つづれ屋買収の交渉に訪れたり、つづれ屋に苦情を言いに来たりする。

### ゲストキャラ
ミリオネヤ星人
声：田の中勇、巻島直樹、林玉緒、坂東尚樹
つづれ屋の宿泊客でミリオネヤ星出身。テレビアニメでは第3話と4話に登場。黒い球体のような姿をしている。宇宙旅行に憧れを抱き貯金をしていたが足りず、12人で1人のふりをしてつづれ屋に宿泊した。
その際ゴンスケが一騒動を起こした事で正体がバレ、最終的には謝罪をしてダイヤモンドの入ったカバンを宿泊代金代わりに置いていく。その後、乗組員として働いていたロケット内でエモンと再会し、カバンを返されるも受け取りを拒否する。しかしエモンがそのダイヤモンドでロケットを購入した事で、ロケットのオーナーとなる。
ワントナック公爵
声：古谷徹
ワンダラー星の大使。テレビアニメでは第6話に登場。故郷の最新鋭の科学を好まず、レトロなものを愛好する趣味を持ち、先に泊ったギャラクシーの設備に難色を示し、ギャラクシー隣接のつづれ屋に泊まる。つづれ屋の向かいにある昭和村でレトロなものを存分に味わっていた。
腕っ節が強く、自身の暗殺を試みたウキキラス星人を返り討ちにしている。
筒状の容器に入った電柱のような形の携帯トイレを所持していた。
ジロ・ミケラン
声：田中秀幸
アニメ版のみ登場。全宇宙的に有名なファッションデザイナーで、後にエモンが着用する宇宙服をデザインした人物。
子どもの頃からの夢だった宇宙旅行をするためにデザインしたものをゴミ処理してもらうようにエモンたちに依頼。その時にエモンに宇宙服を無料で与えている。
相棒のガンスケ（声：龍田直樹）はゴンスケとほぼ同形式の芋掘りロボット。口の悪さはゴンスケと同様だが、奔放で子供っぽいジロとは対照的なしっかり者である。
ガトミック
声：矢田稔
アニメ版のみ登場。アニメ登場時には老齢だが、宇宙航行技術が未発展だった時代に活躍した名パイロットである。現役時代には数多くの航路を開拓し、その存在はパイロットの間では伝説となっている。ハンドルを握ると現役時代を思い出し、高揚する。スカンレーの師匠でもある模様。
妻は宇宙船の客室乗務員（声：原えりこ）であったが、間もなく「宇宙のサルガッソー」と呼ばれる航行危険区域での事故により亡くなっている。後にガトミック自身がその宙域を探検し、条例によって航行禁止区域に指定した。エモンを気に入り、後にロケットのエンジンを提供した。
メイドとして「オミソ」（声：肝付兼太）という名のロボットがいる（オナベとほぼ同形式のメイドロボットで、金色に塗装された色違い版）。
リッチマン
声：辻村真人
会社の経営者でその名の通りの大金持ち。ギャラクシーの常連客でもあるらしい。原作では木星行きのチケットと引き替えに、モンガーの買収をもちかけるなど、成金で嫌みな人物であったが、アニメ版では愛嬌のある性格になっている。
月で自家用ロケットを見物しているときに、モンガーのテレポートであちこちのロケットの乗り心地を味わわせてもらったことから、エモンたちを気に入る。その後、夕食やホンキートンクホッパーでの月面遊覧にエモンたちを誘い、過去に遺棄され廃墟となった月面都市で鉱物資源を発見した。だがその際に宇宙服を損傷し遭難しかけ、エモンたちに救われる。予定が変わり、木星にはエモンたちと同行できなくなったが、木星行きのチケットをプレゼントした。
エモンたちの旅の目的を聞いて「青春しとるのう」と笑顔を見せた。また、かなりのスピード狂でもある。
アケッチー
声：村山明
アケッチー探偵事務所のオーナーでテレビ版のみ登場する（13話）。事務所はあまり流行っている様子がなく、仕事がない。
普段はだらしない性格で、意地汚く、頼りなく、美女に弱い。しかし宇宙怪盗を追跡してからは、宙吊状態のまま単身で追い詰めるなど、いざという時の行動力は高い（ある意味エモンに似ている）。また、動物を捕らえる罠や、拳銃の先から吸盤を発射する装置を自作するなど、発明家としての才能も見せている。宇宙怪盗を捕らえてからは有名になった。
ウキキの木
ブッシュ星雲マングローブ星（原作では木星）出身の植物型宇宙生物。自我と知性を持ちながら自力では移動も会話もできず、脳波を放出して周囲の生物をコントロールすることで意思表示や様々な行動をする。主食は水で、地球の植物のように根から吸収する。
やや傍若無人だが宇宙各地に知人は多く、気に入った相手には協力を惜しまない。
エモンを気に入り、その身を助けたり、金塊を生み出し宇宙旅行の資金として提供した。
コイケラス星人（チャンフー閣下）
声：加藤治
コイケラス星から来た宿泊客で、実はコイケラス星の最高司令官。
つづれ屋でサービスの一環として見せた大昔の怪獣映画『怪獣キャプテン』の敵役「スズキラス」が自身とそっくりなことに激怒、地球のコイケラス星への敵対行動と誤解して宇宙艦隊まで呼び寄せる。
モデルは藤子漫画の常連キャラクター「小池さん」。
トッヂ、ドッチ
声：横山智佐（トッヂ）、柳沢三千代（ドッチ）
それぞれツイン星人。双子星であるツイン星のそれぞれからやってきた。
2016年に地球から贈られたメッセージを受け取り、その返信と共にやってきた代表者。地球で対面後、大喧嘩を始めてしまい、エモンとリゲルの父親をも巻き込んでしまう。
モコラ
声：高乃麗
モチ星雲モコモコ星から宇宙家出をし、地球へと密航してきて生き倒れになっていた所を21エモンと20エモンに助けられたモコモコ星人の子供。純真無垢だが世間知らず。
金属を食料とする。ゴンスケの手を食べたりするなどしたためにゴンスケからは嫌われている。登場時は全長50cmほどだったが、モコモコ星人の第二次成長期で一気に巨大化したために本人の意図に反して大騒動を巻き起こしてしまう。最後は父・モゴランによって実家に連れ戻された。
モゴラン
声：屋良有作
モチ星雲モコモコ星人で、モコラの父。大型機械修理店を営んでいる。宇宙家出したモコラを連れ戻しに地球に来訪。モコラが迷惑をかけたお詫びに自身の弟子のレストアロボットたちをつづれ屋の客として来訪させた。
グーパー・H・トロイ
声：堀内賢雄
連邦入国管理局の捜査官で、不法入国者を取り締まる仕事をしている。モコラの一件でつづれ屋に捜査に訪れる。捜査官としての用心深さと冷徹さと、一個人としての良識を併せ持っている。
コーヒーが好物。
ポロロッコリー
声：掛川裕彦
マジカル星出身の発明家でテレビ版のみに登場する（29話、32話）。発明の才能はあるものの、それ以外は非常に不器用で気弱な性格。
同じ星の出身者のハリハリフラワー（声：岸野一彦）に乗せられて地球で発明品の売り込みをしたが、うまくいかなかった。地球に滞在していた時につづれ屋に発明品を悪用して泊まっていたが、良心の呵責から自白、宿代代わりに発明品を置いて帰郷した。その中にモンガーが飲み込んだ無限トランクがある。
その後はギャロット博士（声：宮内幸平）の下で発明家の修行に励んでいる。
ギャロットの下に部品を卸している業者の娘・チップル（声：小林優子）と仲が良い。
ムエ
声：塩屋翼
テレポート、テレキネシス、透視など、強力な超能力を持つ長命のクエ星人の青年（35話、36話）。クエ星人の外見は妖怪の鵺に酷似している。
900年前、地球探検に来ていた父・ヌエ（声：掛川裕彦）を殺害した源三位頼政（声：加藤正之）を仇討ち相手として追っていたが、偶然見かけたエモンを頼政と誤解し、仇として執拗に命を狙った。
根は礼儀正しく情け深い善良な性格であるが、思い込みが激しく頭に血が上りやすい（ある意味、エモンに似ている）。謎の伝染病に侵されたナイナイ星でエモンたちを苦しめ追い詰めたものの伝染病に侵されたところをエモンに救われ、やがて誤解が解けて和解する。許婚であるミエ（後述）やモンガーとともにナイナイ星ごと伝染病を根絶しようとしたミサイル攻撃を阻止し、エモンたちの苦境を救った。
ミエ
声：鈴木みえ
ムエの婚約者であるクエ星人の女性。自身を置き去りにして900年もの間、仇を追い続けてきたムエに仇討ちを止めるように説得しにきた。ムエ同様、根は礼儀正しい善人ではあるものの、思い込みが激しく血気盛んである。
マルス
声：江森浩子
故郷の惑星を爆発によって失い、新天地を求めて宛てのない旅をする植物型宇宙人・シード星人の少年。シード星人は本来は植物の姿をしているが人型の姿も持ち、他の種族への変装能力も併せ持つ。
基本的には心優しく正義感が強い。地球侵略の手始めとしてエモンに擬態する。しかしエモンたちと接したことで情が移り、そのため同胞らの地球侵略計画との板挟みに苦悩するようになる。最終的には改心し、エモンとも和解。エモン一行が見つけた自然そのものの移動惑星に移住する。
演出家
声：徳丸完
シード星人の指導者であり、旅周りの一座の時は演出家として振る舞っている。
指導者としての人格者の部分と狡猾な部分を併せ持ち、自ら率先してマルスや女性シード人と共にエモンたちに化け、自身はゴンスケに擬態。地球侵略の先鋒となった。最終的には改心。
女性シード星人
声：横山智佐
シード星人の女性。マルスと演出家と共にエモン一行に擬態し、自身はモンガーに擬態した。マルスと同じく、地球侵略に罪悪感を抱くようになる。

## テレビアニメ
1991年5月2日から1992年3月26日にテレビ朝日系列で放送。全39話。
原作発表から23年余、映画「宇宙へいらっしゃい!」から10年を経てテレビアニメ化となった。キャラクターデザインや設定の一部が変更（詳細は後述）され、エピソードは原作および『モジャ公』から流用がある。
チーフディレクターを務めた原恵一によると、原作は古いもののため「そのままアニメにするのは難しい」という思いがスタッフ内にあり、内容をかなり脚色したという。またテンポ良くとがった演出をしようとしたため、「自分で苦手な部分を無理してやったのではないか」と語っている。
第1話ではサブタイトルにもあるとおり、ドラえもんがゲスト出演しているが、セリフが一切ない背景キャラクターとして数秒間のみの出演であり、21エモンとも一切絡んでいない。なお、新番組予告では21エモンを視聴者に紹介する役割でドラえもんが台詞付きで出演している。
第29話以降、エモンとモンガーゴンスケと3人による宇宙旅が始まり、第38話で一応の終わりを迎え、第39話は総集編と後日談的な内容になっている。
この作品のメインスタッフは『エスパー魔美』（初期は『藤子不二雄ワイド』に内包）『チンプイ』と本作まで長らく藤子作品を手掛けていたが、これを機に演出の安藤敏彦と脚本スタッフ（もとひら了は除く）以外は、当枠から月曜19:00に移動した『クレヨンしんちゃん』へと移行し、『ドラえもん』シリーズを除いたテレビ朝日・シンエイ動画による藤子・F原作のテレビアニメは本作で最後となっている。

### スタッフ
- 原作：藤子・F・不二雄
- 作画監督（キャラクターデザイン）：高倉佳彦
- 美術設定：川井憲
- 美術監督：星野直美
- 撮影監督：高橋秀子、斎藤秋男
- 録音監督：浦上靖夫、大熊昭
- 音楽：田中公平
- 音楽協力：テレビ朝日ミュージック、小学館プロダクション
- プロデューサー：木村純一（テレビ朝日）、亀山泰夫、高閑者清光（ASATSU）、別紙壮一、茂木仁史（シンエイ動画）
- チーフディレクター：原恵一
- メカデザイン：荒川真嗣
- 色指定：野中幸子、松野由美、若菜陽子、大内裕智
- 特殊効果：土井通明、村上正博
- 背景：アトリエローク
- 撮影：旭プロダクション
- 効果：松田昭彦（フィズサウンドクリエイション）
- スタジオ：APUスタジオ
- 整音：柴田信弘
- 録音制作：オーディオプランニングユー
- 編集：岡安肇、小島俊彦、村井秀明、中葉由美子、川崎晃洋
- タイトル：道川昭
- 現像：東京現像所
- シリーズ構成：桶谷顕
- 広報担当：森田兆基（テレビ朝日）
- 制作デスク：山川順一、大澤正享（25話-）
- 制作：テレビ朝日、ASATSU、シンエイ動画

### 主題歌
オープニングテーマ - 『おーい!車屋さん』
- 作詞 - 米山正夫・荒木とよひさ / 作曲 - 米山正夫・馬飼野康二 / 編曲 - 鷺巣詩郎 / 歌 - 忍者 / レーベル - 日本コロムビア
  - 美空ひばりの「車屋さん」(1958年)をロック調にリメイクした忍者の曲。ミュージック・ビデオ用のイントロが長いリミックスバージョンが存在する。忍者のアルバム以外の収録は2018年発売の「鷺巣詩郎 アニソン録 プラス。」のみ。

エンディングテーマ1 - 『21世紀の恋人』（第1話-第12話、第38話挿入歌）
- 作詞 - 神沢礼江 / 作曲 - 柴矢俊彦 / 編曲 - 西脇辰弥 / 歌 - 谷村有美 / レーベル - ソニーレコード
  - ※本放送時の提供クレジット・エンドタイトルでは最終回まで使用された。アルバム収録は1991年発売の「White Songs」でのリミックス版のみ。

エンディングテーマ2 - 『ベートーベンだねRock'n'Roll』（第13話-第39話(最終話)）
- 作詞・作曲 - 川島だりあ / 編曲 - 寺尾広 / 歌 - テンテン / レーベル - ワーナー・パイオニア
  - ※番組では音源を早送りした状態で使用され、キーとテンポが上がっている。劇場版「宇宙いけ!裸足のプリンセス」公開告知の関係で、終盤はショートバージョンだった。2011年発売の「藤子・F・不二雄 アニメ主題歌・挿入歌集」で、初めてアルバムに収録された。

### 各話リスト
| 話数 | サブタイトル                                  | 脚本       | コンテ     | 演出       | 作画監督        | 放送日        |
| ---- | --------------------------------------------- | ---------- | ---------- | ---------- | --------------- | ------------- |
| 1    | 僕ドラえもん僕の友達 エモン君の宇宙大冒険!    | 桶谷顕     | 原恵一     | 原恵一     | 高倉佳彦        | 1991年 5月2日 |
| 2    | トウキョウシティ! 21代目エモンvsモンガー?     | 桶谷顕     | 高柳哲司   | 高柳哲司   | 堤規至          | 5月9日        |
| 3    | あっと驚くゴンスケ! 不思議な客タイロック?     | もとひら了 | 貞光紳也   | 貞光紳也   | 樋口善法        | 5月16日       |
| 4    | 星雲間亜光速ロケット! ミリオネヤ星人の秘密    | もとひら了 | 義野利幸   | 市野文隆   | 高倉佳彦        | 5月23日       |
| 5    | ハッピーレポート! 超人スカンレーの伝説秘話    | 桶谷顕     | 安藤敏彦   | 安藤敏彦   | 堤規至          | 5月30日       |
| 6    | ハッピー昭和村? ワントナック公爵はレトロ好き  | もとひら了 | 貞光紳也   | 貞光紳也   | 樋口善法        | 6月13日       |
| 7    | フラッシュポイント!! コイケラス星人怒りの攻撃 | 山本優     | 高柳哲司   | 高柳哲司   | 高倉佳彦        | 6月20日       |
| 8    | 不思議ズタ袋? ハッピー商事の陰謀!             | 山本優     | 義野利幸   | 市野文隆   | 堤規至          | 6月27日       |
| 9    | アルバイトで200万! スペーススーツ獲得大作戦   | もとひら了 | 青山弘     | 安藤敏彦   | 高倉佳彦        | 7月11日       |
| 10   | 危機一髪!! 火炎地獄から脱出 謎の暗黒へワープ  | 桶谷顕     | 貞光紳也   | 貞光紳也   | 樋口善法        | 7月18日       |
| 11   | 大気圏離脱もう戻れない!! エモン未知の世界へ?  | もとひら了 | 原恵一     | 市野文隆   | 堤規至          | 7月25日       |
| 12   | マジカルプラネット!! 観光用ロボットの反乱?    | もとひら了 | 安藤敏彦   | 安藤敏彦   | 高倉佳彦        | 8月8日        |
| 13   | オーチンが消えた! まるごとサスペンスパニック  | 山本優     | 高柳哲司   | 高柳哲司   | 堤規至          | 8月15日       |
| 14   | ワクワク冒険大活劇? 東京ベイブリッジ物語!!    | 桶谷顕     | 貞光紳也   | 貞光紳也   | 樋口善法        | 8月22日       |
| 15   | お江戸5エモンモーニング? 謎のジュゲム星人!!   | もとひら了 | 義野利幸   | 市野文隆   | 高倉佳彦        | 8月29日       |
| 16   | だるまさんがころんだ? ゴリダルマの五ツ星      | 山本優     | 安藤敏彦   | 安藤敏彦   | 堤規至          | 9月5日        |
| 17   | ウッキッキー? ウキキの木のチャネリング!!      | 桶谷顕     | 本郷みつる | 本郷みつる | 高倉佳彦        | 9月12日       |
| 18   | ウハウハ3億円! おぼっちゃまの忘れ物           | もとひら了 | 貞光紳也   | 貞光紳也   | 樋口善法        | 9月19日       |
| 19   | 誘惑ワンダーランド? ホンキートンクホッパー!!  | 山本優     | 高柳哲司   | 高柳哲司   | 高倉佳彦        | 10月17日      |
| 20   | 奇人変人悪人か! 不思議宇宙船から奇跡の生還?   | 桶谷顕     | 原恵一     | 市野文隆   | 堤規至          | 10月24日      |
| 21   | 木星異常接近!! 衝撃度99%のソーラーヨット?     | 桶谷顕     | 本郷みつる | 本郷みつる | 高倉佳彦        | 11月7日       |
| 22   | ガニメデ到着! 出逢いはすてきな恋の始まりか?   | 桶谷顕     | 貞光紳也   | 貞光紳也   | 樋口善法        | 11月14日      |
| 23   | 地球消滅! 超人エモン異次元ポケットに迷う?     | もとひら了 | 原恵一     | 市野文隆   | 堤規至          | 11月21日      |
| 24   | 突然変異か! 新能力か! モコラの世にも奇妙瞬間  | 山本優     | 本郷みつる | 本郷みつる | 高倉佳彦        | 11月28日      |
| 25   | スーパー超能力! レストアロボのどっきり恩返し  | 桶谷顕     | 寺東克己   | 安藤敏彦   | 小川博司        | 12月5日       |
| 26   | 謎のサルガッソー! ロマンチックサルベージ?     | もとひら了 | 貞光紳也   | 貞光紳也   | 樋口善法        | 12月12日      |
| 27   | 魔物伝説! マグネットパワーで正体をあばけ      | もとひら了 | 本郷みつる | 本郷みつる | 高倉佳彦        | 12月19日      |
| 28   | マルチ星雲ツインツイン? パパたちの少年時代    | 山本優     | 原恵一     | 市野文隆   | 堤規至          | 1992年 1月9日 |
| 29   | 無限トランクで大変身!! マジカルパワーモンガー | もとひら了 | 安藤敏彦   | 安藤敏彦   | 小川博司        | 1月16日       |
| 30   | キャプテンは俺だ! 冷暖星・超空間ゴースト戦    | 桶谷顕     | 貞光紳也   | 貞光紳也   | 樋口善法        | 1月23日       |
| 31   | 目玉と口が散歩する? エモン・ゼロ次元の恐怖!   | 山本優     | 原恵一     | 市野文隆   | 高倉佳彦        | 1月30日       |
| 32   | モンガー大解剖! 不思議工場の発明実験室        | もとひら了 | 寺東克己   | 寺東克己   | 堤規至          | 2月6日        |
| 33   | 7627番目の客 幸福の星はパッピーだらけ         | もとひら了 | 義野利幸   | 安藤敏彦   | 小川博司        | 2月13日       |
| 34   | 太陽が復活する モアモア伝説モンガーの予言     | 山本優     | 貞光紳也   | 貞光紳也   | 樋口善法        | 2月20日       |
| 35   | 決闘ナイナイ星! エモン親の仇と狙われる!!      | もとひら了 | 原恵一     | 市野文隆   | 堤規至          | 2月27日       |
| 36   | 惑星爆破! エモン絶体絶命!! クエ星人の敵討ち   | もとひら了 | 安藤敏彦   | 安藤敏彦   | 堤規至          | 3月5日        |
| 37   | エモンの遭難! シード星50億人の地球侵略!!      | 桶谷顕     | 寺東克己   | 寺東克己   | 堤規至          | 3月12日       |
| 38   | 異星人の宇宙センター 移動惑星が地球を救う!!   | 桶谷顕     | 原恵一     | 市野文隆   | 堤規至 高倉佳彦 | 3月19日       |
| 39   | 大冒険秘録!! 誘われてセンチュリーボーイ?      | 原恵一     | 原恵一     | 原恵一     | 堤規至          | 3月26日       |

### 放送局
※放送日時は個別に出典が提示されているものを除き1992年3月終了時点、放送系列は放送当時のものとする。
| 放送地域       | 放送局             | 放送系列                      | 放送日時                  | 備考                    |
| -------------- | ------------------ | ----------------------------- | ------------------------- | ----------------------- |
| 関東広域圏     | テレビ朝日         | テレビ朝日系列                | 木曜 19:30 - 19:58        | 制作局                  |
| 北海道         | 北海道テレビ       | テレビ朝日系列                | 木曜 19:30 - 19:58        |                         |
| 青森県         | 青森朝日放送       | テレビ朝日系列                | 木曜 19:30 - 19:58        | 19話から放映。          |
| 宮城県         | 東日本放送         | テレビ朝日系列                | 木曜 19:30 - 19:58        |                         |
| 福島県         | 福島放送           | テレビ朝日系列                | 木曜 19:30 - 19:58        |                         |
| 新潟県         | 新潟テレビ21       | テレビ朝日系列                | 木曜 19:30 - 19:58        |                         |
| 長野県         | 長野朝日放送       | テレビ朝日系列                | 木曜 19:30 - 19:58        |                         |
| 静岡県         | 静岡けんみんテレビ | テレビ朝日系列                | 木曜 19:30 - 19:58        | 現：静岡朝日テレビ。    |
| 石川県         | 北陸朝日放送       | テレビ朝日系列                | 木曜 19:30 - 19:58        | 19話から放映。          |
| 中京広域圏     | 名古屋テレビ       | テレビ朝日系列                | 木曜 19:30 - 19:58        |                         |
| 近畿広域圏     | 朝日放送           | テレビ朝日系列                | 木曜 19:30 - 19:58        |                         |
| 広島県         | 広島ホームテレビ   | テレビ朝日系列                | 木曜 19:30 - 19:58        | [ 注釈 71 ]             |
| 香川県・岡山県 | 瀬戸内海放送       | テレビ朝日系列                | 木曜 19:30 - 19:58        |                         |
| 福岡県         | 九州朝日放送       | テレビ朝日系列                | 木曜 19:30 - 19:58        |                         |
| 長崎県         | 長崎文化放送       | テレビ朝日系列                | 木曜 19:30 - 19:58        |                         |
| 熊本県         | 熊本朝日放送       | テレビ朝日系列                | 木曜 19:30 - 19:58        |                         |
| 鹿児島県       | 鹿児島放送         | テレビ朝日系列                | 木曜 19:30 - 19:58        |                         |
| 岩手県         | 岩手放送           | TBS系列                       | 土曜 5:30 - 6:00          | 現：IBC岩手放送。       |
| 秋田県         | 秋田放送           | 日本テレビ系列                | 日曜 11:00 - 11:30        |                         |
| 山形県         | 山形放送           | 日本テレビ系列 テレビ朝日系列 | 金曜 19:00 - 19:30        |                         |
| 山梨県         | 山梨放送           | 日本テレビ系列                | 木曜 16:00 - 16:30        |                         |
| 福井県         | 福井放送           | 日本テレビ系列 テレビ朝日系列 | 木曜 17:30 - 18:00        | 1992年6月11日まで放送。 |
| 山口県         | 山口放送           | 日本テレビ系列 テレビ朝日系列 | 水曜 17:00 - 17:30        |                         |
| 徳島県         | 四国放送           | 日本テレビ系列                | 月曜 19:00 - 19:30        | [ 注釈 72 ]             |
| 沖縄県         | 沖縄テレビ         | フジテレビ系列                | 月曜 - 木曜 16:00 - 16:30 | 1992年に帯放送          |

| テレビ朝日系列 木曜19:30 - 19:58枠 | テレビ朝日系列 木曜19:30 - 19:58枠  | テレビ朝日系列 木曜19:30 - 19:58枠    |
| 前番組                             | 番組名                              | 次番組                                |
| ---------------------------------- | ----------------------------------- | ------------------------------------- |
| チンプイ                           | 21エモン 【当番組でアニメ一旦休止】 | アッコ・純次の平成TV事典 三匹の子ブタ |

### 再放送
2003年よりCS放送のテレ朝チャンネルで「シンエイアニメシアター」の一作品として全話再放送が開始され、2007年頃まで断続的に再放送がリピートで行われている（現在はチャンネル内容が分割され2つになったうちのテレ朝チャンネル1）。2005年にはテレビ朝日の「アニメDEおめざめ」枠で1話から連続して再放送されたが、同年12月に打ち切られた。サイバーエージェントとテレビ朝日が運営しているインターネットテレビ局「AbemaTV」の家族アニメチャンネルにて2016年4月11日の本放送開始と同時に再放送を開始したが、オープニングとエンディングは割愛され、いきなり本編から放送している。

### ビデオソフト
劇場版以外は長らく家庭用ビデオソフト発売はされていなかった。2010年6月にローソンで企画された「藤子・F・不二雄キャラクターズフェア」の一環として、ローソン店舗限定でヴィジョネアから販売されたDVD MAGIC（一部内容がPPVで収録されている）形態のDVDビデオ「藤子・F・不二雄 アニメキャラクター大集合!!（発売元:小学館）」第2巻に第17話が収録され初のソフト化となった。
2010年9月に藤子・F・不二雄ミュージアム開業記念企画として発売された「藤子・F・不二雄TVアニメアーカイブス」シリーズ（発売元:TCエンタテインメント・テレビ朝日 販売元:スーパー・ビジョン）のセレクション2と4に、それぞれ第14話、第35 - 36話が収録された。
2011年8月5日にDVD-BOX「21エモンComplete Box」（発売元:小学館・テレビ朝日 販売元:TCエンタテインメント）が発売された。放送から20年を経て初の全話パッケージソフト化となる。
2021年現在、Blu-ray版はリリースされていない。

## 映画

### 21エモン 宇宙へいらっしゃい!
『21エモン 宇宙へいらっしゃい!』（にじゅういちえもん うちゅうへいらっしゃい!）は、1981年8月1日に公開されたアニメ映画。上映時間は92分。同時上映は「ドラえもん ぼく、桃太郎のなんなのさ」。

#### 解説
映画ドラえもんが好評だったことから製作された藤子不二雄原作の「21エモン」の初アニメ作品。つづれ屋での騒動を描いた前半と宇宙冒険に繰り出す後半で構成され、全体的に原作の流れをコンパクトに纏めた作品である。製作にあたってはテレビアニメ化を見据えたパイロットフィルム的な意味合いもあったが、この時点では実現せず10年を要したため、独立した作品となった。併映の『ドラえもん』とリンクする場面が1カット入っている。

#### キャスト
- 21エモン：井上和彦
- パパ：二見忠男
- ママ：栗葉子
- ゴンスケ：肝付兼太
- モンガー：杉山佳寿子
- オナベ：丸山裕子
- ルナ：潘恵子
- ギャラクシー社長：塩見竜介
- 支配人：加藤治
- 山田先生：上田敏也
- カメキチ：はせさん治
- カワサキ：鈴木清信
- ササヤマ星人：高田竜二
- スカンレー：飯塚昭三
- 船長：筈見純
- 航海士：佐藤正治
- ガイド：川島千代子
- アナウンサー：松原雅子
- コンピューター：尾崎桂子
- バトンガール：一龍斎貞友

#### スタッフ
- 原作：藤子不二雄
- 脚本：辻真先
- 作画監督：山田みちしろ
- 美術監督：川本征平
- 美術設定：門野真理子
- 撮影監督：小山信夫、金子仁
- 録音監督：浦上靖夫
- 音楽：菊池俊輔
- プロデューサー：別紙壮一、菅野哲夫
- 監督：芝山努
- 絵コンテ：小林治、河内日出夫、山田みちしろ
- 編集：井上和夫
- 色設計：若尾博司
- 仕上検査：堀籠知世美、三橋曜子
- 特殊効果：土井通明
- 演出助手：井上修
- 原画：河内日出夫、須田裕美子、吉本桂子、後藤真砂子、石井文子、後藤典子、若山佳幸、池ノ谷安夫、吉川文子、飯口悦子、大塚正実、木内良子、山崎勝彦、飯山嘉彦、森下圭介、原完治、川島明、大嶋聡、宮尾岳、天野公子、小林左希子、高橋由美子
- 動画：若山佳治、志村延子、加藤鏡子、清水環、佐藤正人、大貫健一、洞沢由美子、上ノ山順子、阿久津智子、力石裕子、森島裕、原佳寿美、大久保修、奈須川充、川東桃代、小林幸、田口陽子、内山朱美、大久保洋子、隅田由美子、佐藤弘美、川島郁子、大沢真紀子、佐藤定雄、箕輪美恵子、鹿取真三子、田渕正二、山本実、花輪弘昌、小清水弘幸、荒井淳、奈良美津子、岩崎文子、金子道子、山田智子、渡辺理恵、伊藤一男、三沢かずまさ、鈴木美穂、中谷マリ、赤塚ひでお、内藤たかし、前田順子、佐藤由美子、関三恵子、新木寿子、幸田知子、森川明美、高橋奈緒子、矢萩智子、中川早苗、升谷弘子
- 美術補：工藤剛一
- 背景：高野正道、斉藤由美子、藤井美千代、川沼信平
- 撮影：角原幸枝、茂呂広幸、柏田享、前田努、小松寿一、笠間いずみ、中出三記夫
- 音響効果：赤塚不二夫
- 整音：中戸川次男
- 録音スタジオ：APUスタジオ
- 録音制作：AUDIO PLANNING U
- 現像：東京現像所
- 文芸：山本有子
- 制作進行：川口亘、吉岡大、小沢一枝
- プロデューサー補：佐久間晴夫
- 制作協力：藤子スタジオ、旭通信社
- 制作：シンエイ動画、小学館、テレビ朝日
- 配給：東宝

#### 劇中歌
| 使用形態           | 曲名                | 唄                           | 作詞                  | 作曲     | 編曲     |
| ------------------ | ------------------- | ---------------------------- | --------------------- | -------- | -------- |
| オープニングテーマ | 宇宙へいらっしゃい! | 井上和彦 杉山佳寿子 肝付兼太 | 藤子不二雄 はばすすむ | 菊池俊輔 | 菊池俊輔 |
| エンディングテーマ | 遥かなる宇宙        | 井上和彦                     | はばすすむ            | 菊池俊輔 | 菊池俊輔 |

#### 映像ソフト化
- （日本語）『21エモン 宇宙へいらっしゃい!』（VHS）小学館、2000年3月、該当時間: 93分。ISBN 4099043592。
- （日本語）『ドラミ&ドラえもんズ ロボット学校七不思議!?/21エモン 宇宙へいらっしゃい!』（DVD）小学館、2005年11月16日、該当時間: 125分。

### 21エモン 宇宙いけ! 裸足のプリンセス
『21エモン 宇宙いけ!裸足のプリンセス』（にじゅういちえもん そらいけ!はだしのプリンセス）は、1992年3月7日に公開されたアニメ映画。上映時間は39分。同時上映は「ドラえもん のび太と雲の王国」。

#### 解説
テレビシリーズの2年後（第38話と最終回である第39話の間に位置）という設定の中編作品で、 前半は『ローマの休日』をモチーフにした物語展開が、後半は『モジャ公』の「アステロイドラリー」をベースにした宇宙レース「銀河ラリー」が繰り広げられる。アニメ作品としては最初にDVD化された。

##### ゲストキャラクター
- ファナ王女：久川綾

ノーブル星王室の王女。
王族故の雁字搦めな生活に疲れ果て、宮廷を飛び出す。やがてつづれ屋へと行き着き、エモンたちと出会い行動を共にする。エモンとほのかな想いを寄せ合う。
- ノーブル王：宮内幸平

ノーブル星王国国王。ファナの父親。
- 執事：西川幾雄

ファナとノーブル王の執事。
- バウバウ：茶風林

ファナの御守り役。青い体と翼、白い眉毛と髭が生えている。
- 親衛隊長：細井重之

ノーブル星王国の親衛隊長。
- ヒロン：掛川裕彦

アステロイドラリー参加者のひとり。
高飛車な面があるが正義感に厚く、正々堂々としたレースを信条としている。
- ガルガ：渡部猛

オオトカゲ風の容姿をした宇宙人でアステロイドラリーの参加者のひとり。隻眼。
レーサーとしての腕は優秀だが、それ以上に勝利のために手段を選ばない卑劣さも併せ持つ。
- 支配人：阪脩
- ピエロ：坂東尚樹
- アナウンサー：山崎たくみ
- テーマパークアナウンサー：真柴摩利
- マヌカンロボット：斉藤庄子
- 男：巻島直樹
- 子供：横山智佐

#### スタッフ
- 原作：藤子・F・不二雄
- 監督：本郷みつる
- 脚本：桶谷顕
- キャラクターデザイン・作画監督：高倉佳彦
- メカニックデザイン：西村博之
- 美術監督：天水勝
- 撮影監督：熊谷正弘
- 録音監督：大熊昭
- 音楽：田中公平
- 色指定：渡辺美菜子
- 動画チェック：小原健二、加来哲郎
- 特殊効果：土井通明
- エリ合成：古林一夫、渡辺由利夫
- 演出助手：市野隆文
- 編集：岡安肇、小島俊彦、中葉由美子、村井秀明、川崎晃洋、三宅圭貴
- 効果：松田昭彦（フィズサウンドクリエイション）
- 整音：柴田伸弘
- 録音スタジオ：APUスタジオ
- 録音制作：オーディオプランニングユー
- 技術協力：森幹生
- タイトル：道川昭
- 現像：東京現像所
- 制作デスク：山川順一、大澤正享
- プロデューサー：別紙壮一、茂木仁史、木村純一
- 制作協力：藤子プロ、ASATSU
- 制作：シンエイ動画、テレビ朝日

#### 映像ソフト化
- （日本語）『21エモン 宇宙いけ! 裸足のプリンセス』（VHS）小学館、1999年11月、該当時間: 36分。ISBN 4099043576。
- （日本語）『おばあちゃんの思い出/21エモン 宇宙いけ! 裸足のプリンセス/ザ☆ドラえもんズ ドキドキ機関車大爆走!』（DVD）小学館、2004年3月、該当時間: 36分。ISBN 4099082202。

## Fシアター

### 21エモン&ドラえもん ようこそ!ホテルつづれ屋へ
2012年10月3日から2013年8月27日まで、藤子・F・不二雄ミュージアムのFシアターで上映。
つづれ屋再建をのび太が立て直そうとするが、うまくいかず、結局ドラえもんの道具でうまくいくという流れは、後述の「オンボロ旅館をたて直せ」（『ドラえもん』てんとう虫コミックス32巻）とも共通点がある。

#### キャスト
- 21エモン：斎賀みつき[1]
- モンガー：小林由美子[2]
- ゴンスケ：龍田直樹

## 『ドラえもん』との関連
『ドラえもん』と共演したのはこの作品が初めてではなく、何度か登場している。
『ドラえもん』てんとう虫コミックス32巻収録「オンボロ旅館をたて直せ」
家出したのび太が20世紀の「つづれ屋」（当時の主人は18エモン）に泊まることになり、ドラえもんの協力で経営難を救う。その時家出していた19エモンも、客寄せに使った道具の効果で帰ってくる。
映画『ドラえもん ぼく、桃太郎のなんなのさ』（1981年）
『21エモン 宇宙へいらっしゃい』の同時上映作品。1シーンのみ双方の視点から描かれたリンクが存在する。
映画『ドラミちゃん ミニドラSOS!!!』（1989年）
宅配ロボットとしてゴンスケが登場。
特別番組『春一番!日本一のアニメ祭り』（1992年）
『水曜特バン!』で放送。21エモンとモンガーが、ドラえもんとのび太を始めとするテレビ朝日系アニメのキャラクターと共演している。なお前回（1991年）放送分では、「紹介コーナー」で本作を紹介していた。
映画『トキメキソーラーくるまによん』（1992年）
馬車と蒸気機関の時代にゴンスケが登場。
大長編『ドラえもん のび太と銀河超特急』（1996年）
21エモン一家が銀河超特急に乗る乗客として1コマだけ登場。なおゴンスケのみ5エモン時代の従業員の姿で登場している。
映画『ドラミ&ドラえもんズ ロボット学校七不思議!?』（1996年）
エンディングのドラミの卒業式に21エモン、モンガー、ゴンスケが登場する。
映画『ザ☆ドラえもんズ おかしなお菓子なオカシナナ?』（1999年）
21エモン、モンガー、ゴンスケが登場。オカシナナ王国のオカシナナ祭りに出場したが、ニガニガ一味の悪巧みによって失格になってしまう。
映画『ドラミ&ドラえもんズ 宇宙ランド危機イッパツ!』（2001年）
警備隊員ピノが探し物をするシーンで、ガラクタ（ぬいぐるみ）の1つとしてモンガーとゴンスケが登場する。
映画『ドラえもん のび太とロボット王国』（2002年）
未来デパートから送られてきたロボットとして、ゴンスケが登場（声は島田敏）。
ロボット王国に住むチャペック博士のロボットとして、オナベが登場する（声は愛河里花子）。
映画『ドラえもん のび太と奇跡の島 〜アニマル アドベンチャー〜』（2012年）
ベレーガモンド島で働くロボットとしてゴンスケが登場。
映画『ドラえもん のび太のひみつ道具博物館』（2013年）
ひみつ道具博物館のロボットとしてゴンスケが登場。

## 他作品への出演

### 藤子作品との出演
本作の登場人物は他の藤子作品、およびアニメに出演したことがある。ドラえもんとの競演は#『ドラえもん』との関連を参照、ゴンスケのみの登場に関してはゴンスケを参照。
『エスパー魔美』
「サブローは鉄砲玉」の巻にて20世紀の「つづれ屋」が登場している。映画『21エモン 宇宙へいらっしゃい!』公開にあわせたタイアップ。
『忍者ハットリくん』（新忍者ハットリくん）
藤子不二雄Ⓐの作品であるが、一部の作中でケン一の部屋に21エモンのポスターが貼られている（この他にもドラえもんやパーマンなどの藤子作品がポスターでカメオ出演している）。

### その他
連載間もない「週刊少年サンデー」1968年2・3合併号で、藤子を始め、当時「少年サンデー」に漫画を連載していた漫画家8名が紅白に分かれ、「紅組」は手塚治虫の『どろろ』、「白組」は赤塚不二夫の『もーれつア太郎』の1頁パロディ漫画を発表する企画「紅白ものまねまんが合戦」で、藤子は紅組で『どろろ』のパロディを発表。内容は百鬼丸とどろろが旅をしていると、そこへ妖怪が現れたので百鬼丸が襲いかかるが、妖怪は突然泣き崩れ、そこへ21エモンが「御客さん、こちら」と登場、実は妖怪は宇宙人というオチであった。この作品は「藤子・F不二雄大全集」版「21エモン」第1巻ラストの特集記事や、2013年3月発刊の「手塚治虫トレジャー・ボックス どろろ」に収録されている。

## ゲーム
21エモン 〜めざせ! ホテル王〜
PCエンジン用ソフト。1994年7月29日にNECホームエレクトロニクスより発売。
すごろく形式のボードゲーム。サイコロでプレイヤー（駒）を進め、土地を買収しホテルを建設するという内容。また本作は、PCエンジンにおけるHuCARDタイプのソフトとして発売された最終作品。